# 筲箕湾駅
筲箕湾駅（そうきわんえき）は、香港香港島東区筲箕湾にある香港鉄路（港鉄（MTR））港島線の駅である。

## 駅構造
島式ホーム1面2線の地下駅。ホームドア設置駅。

### 駅階層
| G 地面        | -                              | 出口                                                  |
| L1 コンコース | コンコース                     | サービスセンター、駅商店、自動券売機、自動照相機、ATM |
| L2 ホーム     | ➊番線                          | →■港島線柴湾方面→                                     |
| L2 ホーム     | 島式ホーム、右側のドアが開く。 |                                                       |
| L2 ホーム     | ➋番線                          | ←■港島線堅尼地城方面                                  |

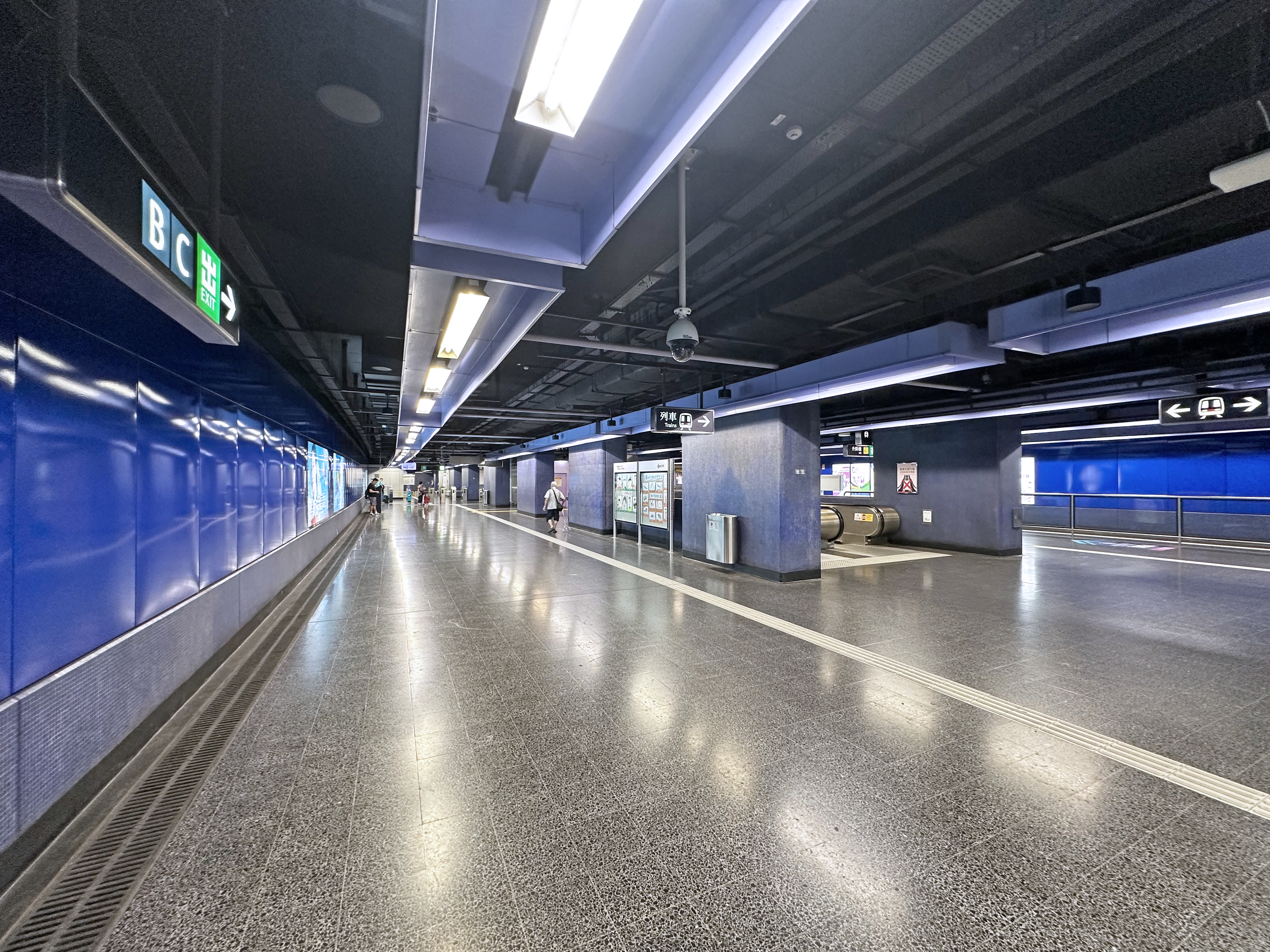
筲箕湾駅B、Cコンコース
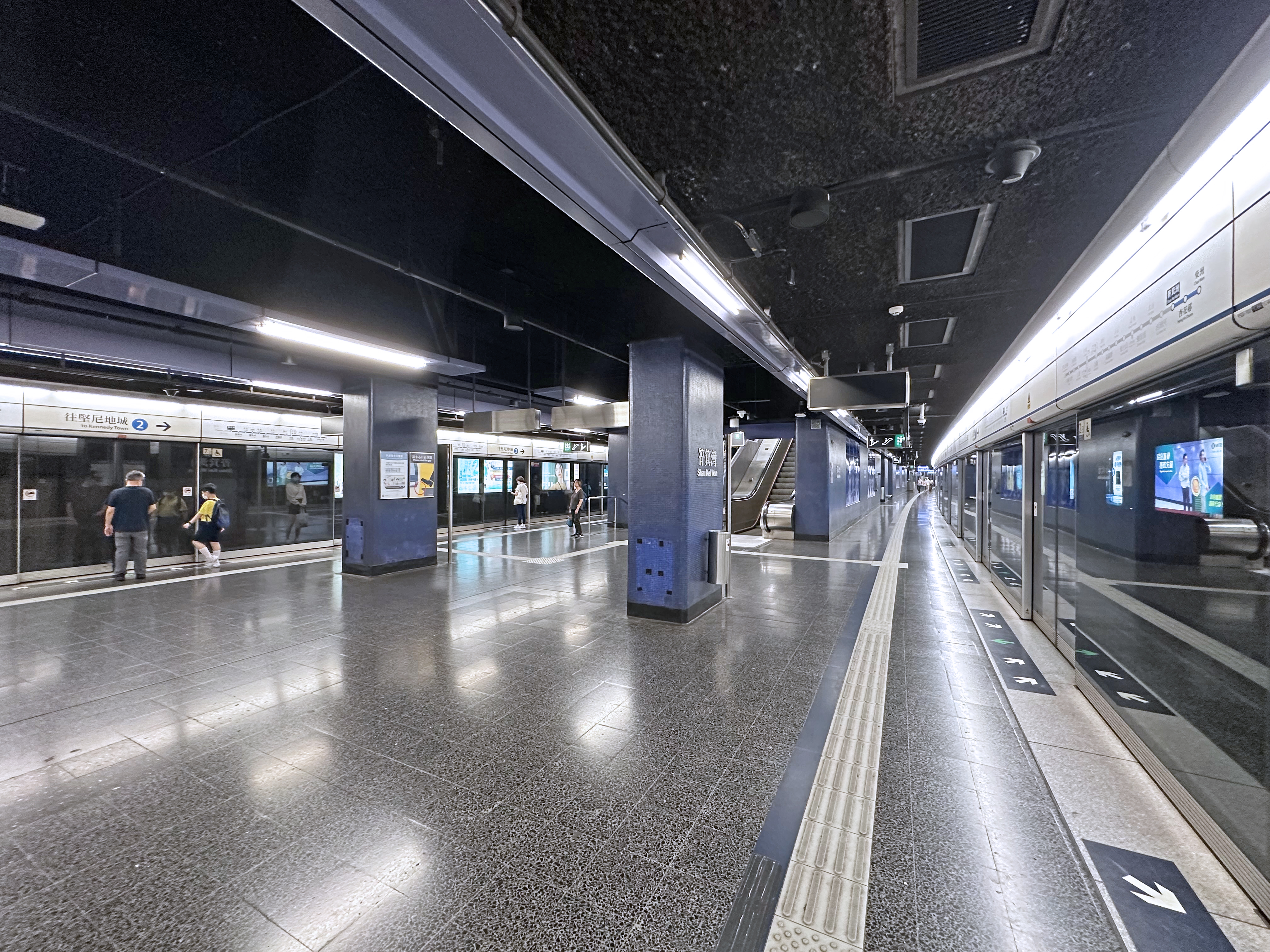
筲箕湾駅1番線

### 駅コンコース
駅商店と自動サービス
| 駅商店 - 7-Eleven - Vango - 美心西餅 | 自動サービス - 恒生銀行ATM - 中国銀行(香港)ATM - 自動券売機 |

### 駅出口
| 出口番号     | 出口表示 | 目的地                                                                           |
| ------------ | -------- | -------------------------------------------------------------------------------- |
| 出口 · A · 1 | 峻峰花園 | 峻峰花園E座、東喜道                                                              |
| 出口 · A · 1 | 峻峰花園 | 設有失明人士引導徑往返地面                                                       |
| 出口 · A · 2 | 峻峰花園 | 方樹泉社会服務大楼、峻峰花園A至D座、宝安街                                       |
| 出口 · A · 2 | 峻峰花園 | 設有失明人士引導徑往返地面                                                       |
| 出口 · A · 3 | 峻峰花園 | 愛秩序街、バスターミナル、賽馬会診所、南安街、筲箕湾道、天悦筲箕湾広場、耀東邨   |
| 出口 · A · 3 | 峻峰花園 | 設有輪椅升降台及失明人士引導徑往返地面                                           |
| 出口 · B · 1 | 明華ビル | 新航筲箕湾嬰児園、明華ビル、筲箕湾官立小学、筲箕湾東大街、筲箕湾崇真学校、城隍廟 |
| 出口 · B · 2 | 明華ビル | 阿公岩村道、香港海防博物館、巴色差会崇真堂、東喜道東、天后廟、玉皇殿             |
| 出口 · B · 3 | 明華ビル | 愛秩序湾道、愛信道、東喜道西                                                     |
| 出口 · C     | 望隆街   | 望隆街、金華街、郵政局、香港青年協会                                             |
| 出口 · D · 1 | 愛蝶湾   | 魚類批発市場、愛礼街、保良局社区書院、譚公仙聖廟                                 |
| 出口 · D · 1 | 愛蝶湾   | 設有失明人士引導徑往返地面                                                       |
| 出口 · D · 2 | 愛蝶湾   | 愛蝶湾、愛秩序湾官立小学、基湾小学 (愛蝶湾)、愛東邨、愛賢街、聖馬可中学、東旭苑  |
| 出口 · D · 2 | 愛蝶湾   | 設有失明人士引導徑往返地面                                                       |

## 接続交通一覧
鉄道
- 香港トラム
- 筲箕湾総駅

バス
- 2、2X、8H、9、14、18X、77、81、81A、82、82X、85、85A、99、102、102P、106、106P、110、389、606、606X、608、613、682、682A、682B、682P、694、720、720A、A12

專線ミニバス
Template:港島專線ミニバス列表

## 画像

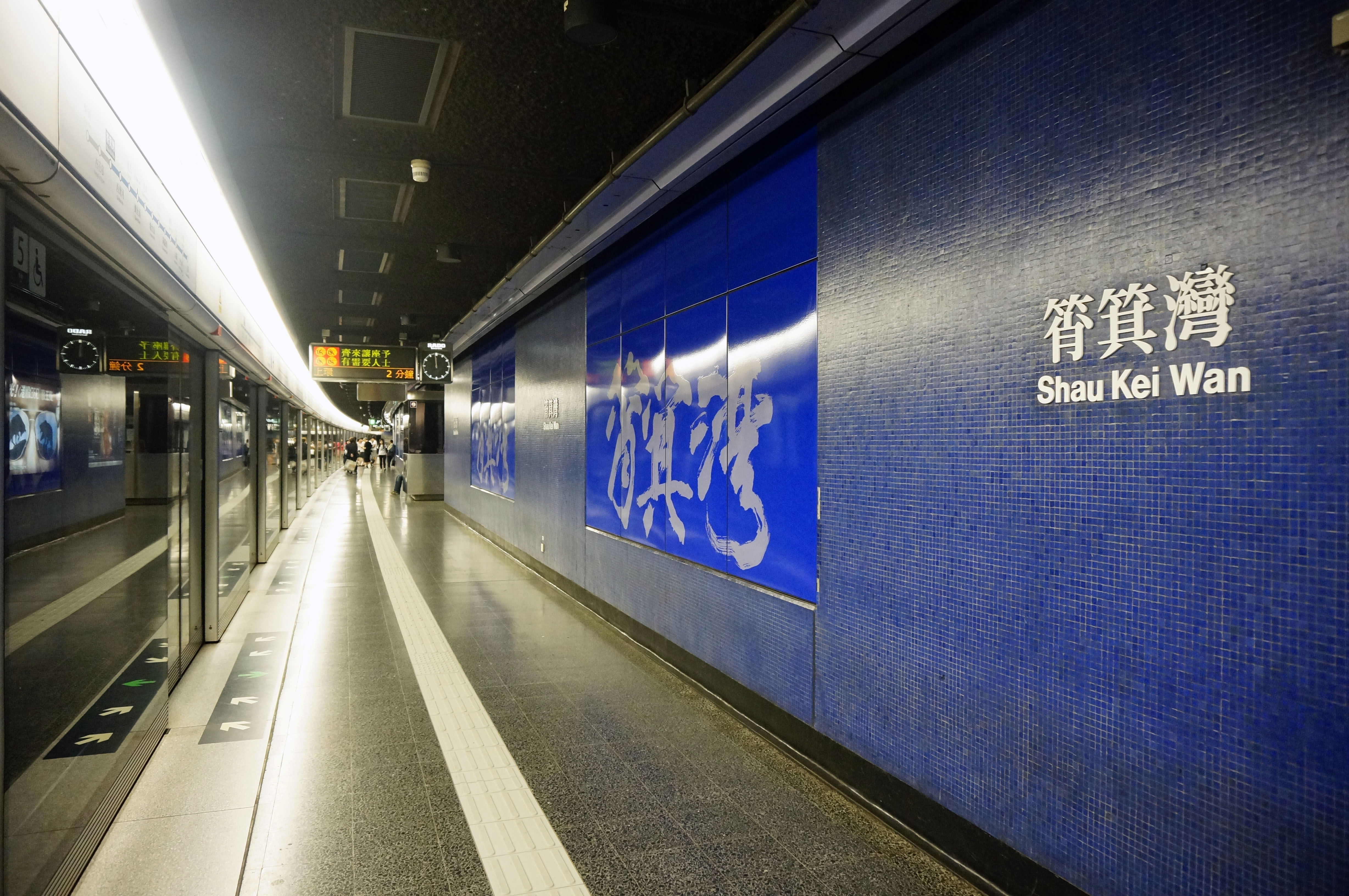
筲箕湾駅2番線

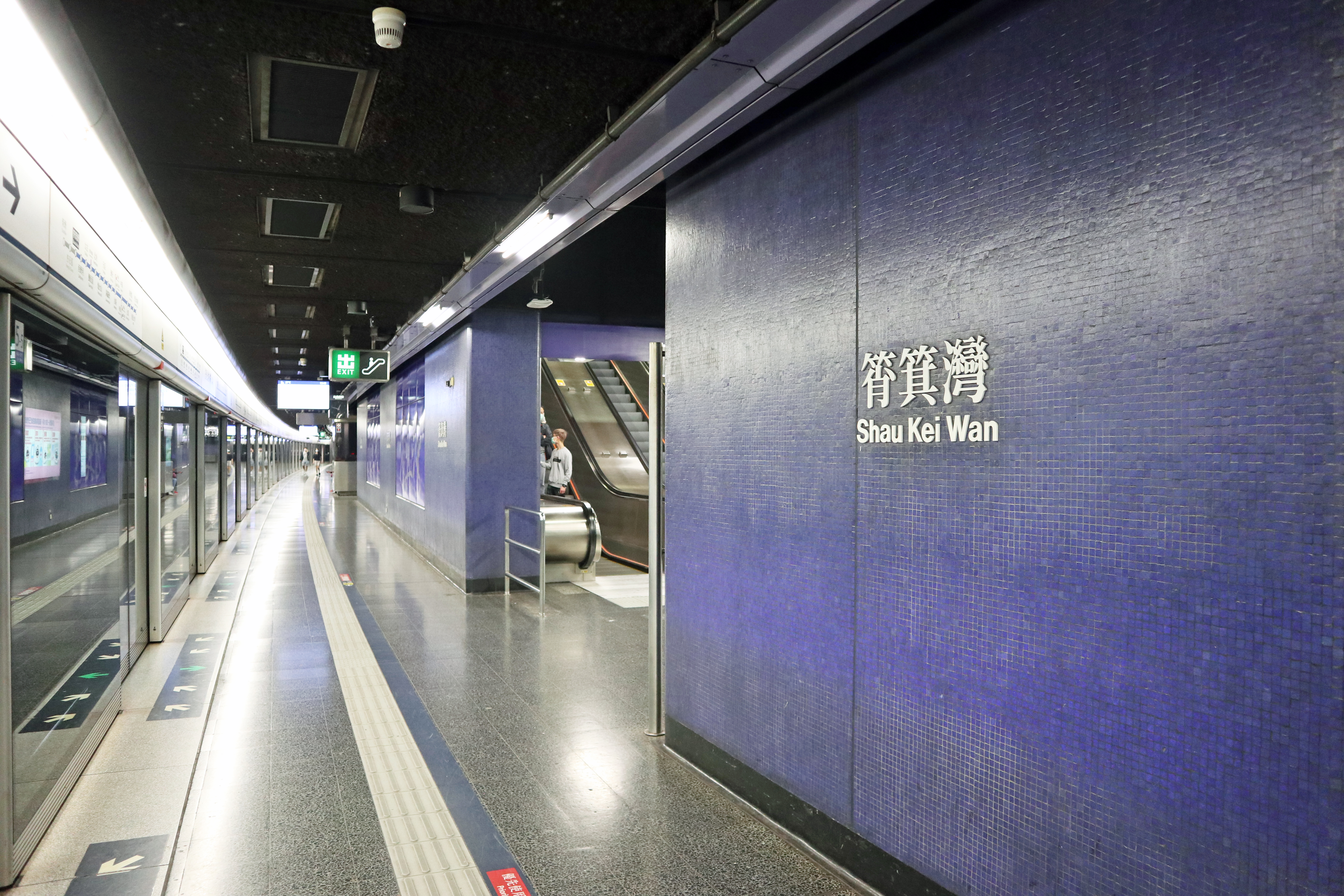
筲箕湾駅2番線

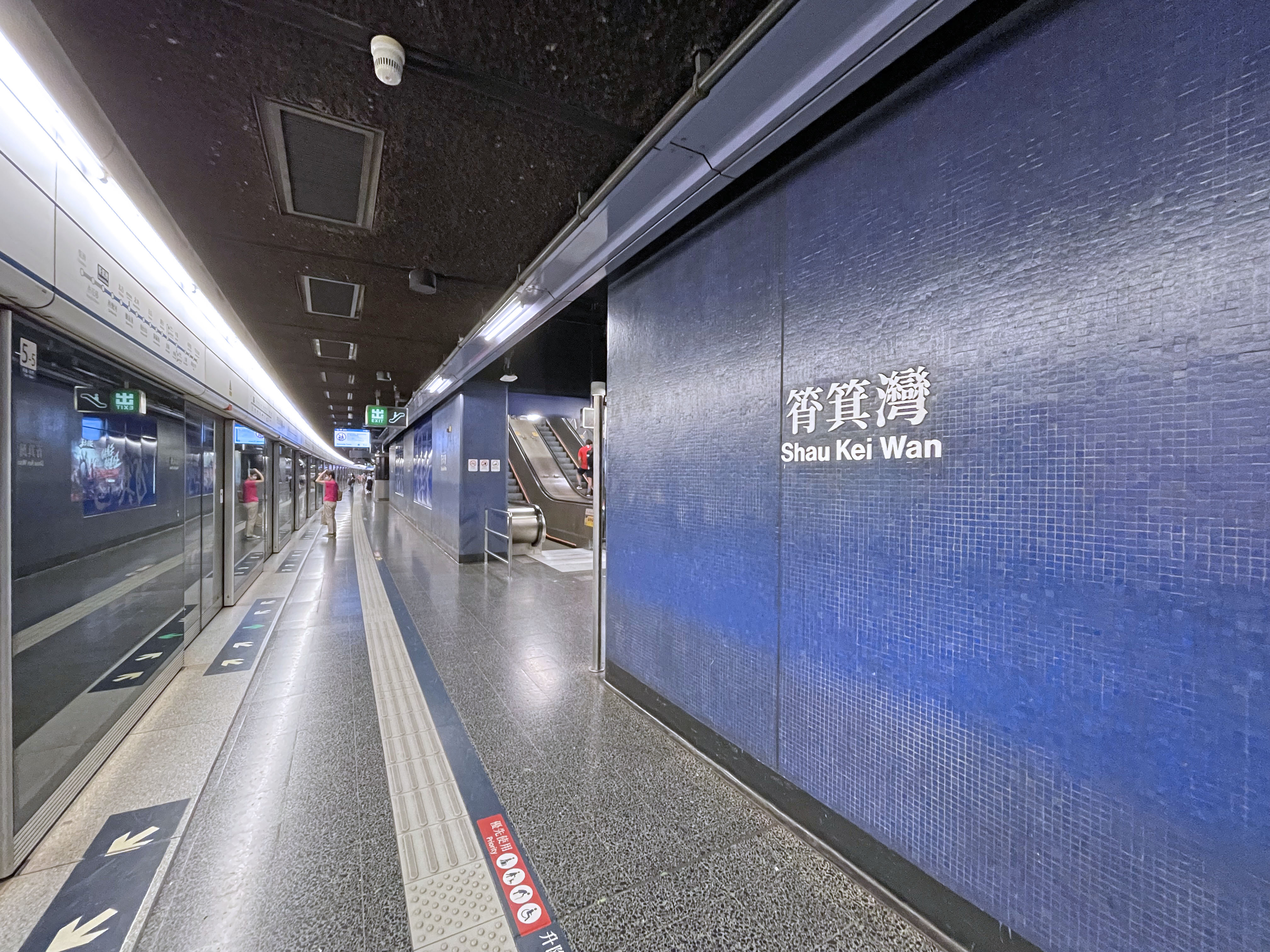
筲箕湾駅2番線

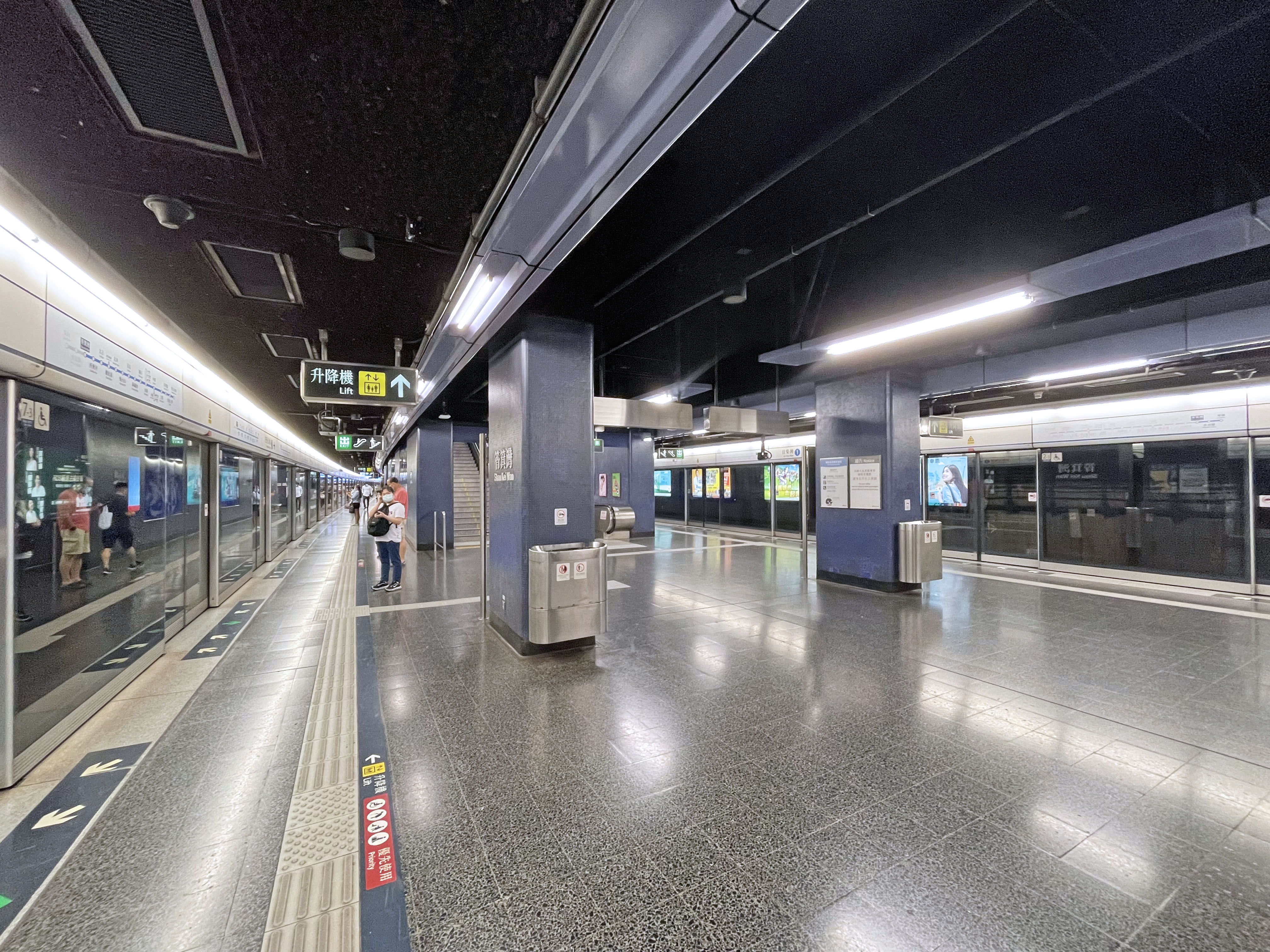
筲箕湾駅2番線

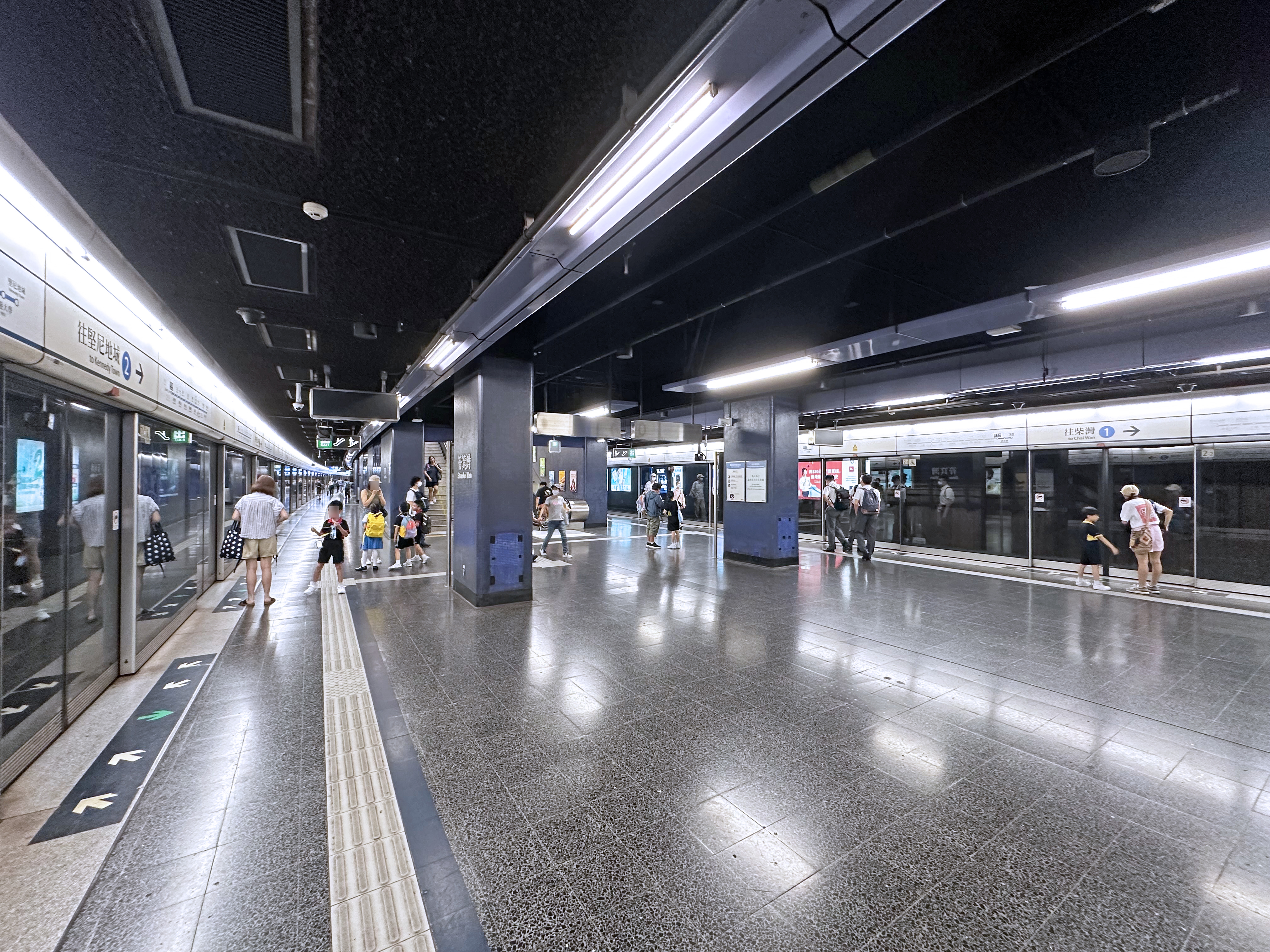
筲箕湾駅2番線

## 歴史
- 1985年5月31日 - 開業。

## 隣の駅
香港鉄路
■港島線
西湾河駅 - 筲箕湾駅 - 杏花邨駅